# Raluca Prună
Raluca Alexandra Prună (ur. 24 września 1969 w Bukareszcie) – rumuńska prawniczka, politolog i urzędniczka w strukturach europejskich, od 2015 do 2017 minister sprawiedliwości.

## Życiorys
W 1996 ukończyła studia prawnicze na Uniwersytecie „Alexandru Ioan Cuza” w Jassach, a w 1997 filozofię na Uniwersytecie Bukareszteńskim. W 1998 uzyskała magisterium z zakresu nauk politycznych na Central European University w Budapeszcie.
W latach 1996–2001 pracowała na macierzystej uczelni jako asystent, zaś od 1996 do 2000 praktykowała jako prawnik w ramach stołecznej palestry. W 1999 znalazła się wśród założycieli rumuńskiego oddziału Transparency International, była prawniczką tej organizacji, a w latach 2005–2008 jej przewodniczącą. Od 2000 do 2001 zajmowała się działalnością doradczą, m.in. dla Banku Światowego. Od 2000 zawodowo związana ze strukturami europejskimi, pracowała w Przedstawicielstwie Komisji Europejskiej w Rumunii (2000–2004), jako prawniczka w Radzie Europejskiej (2005–2007) oraz asystentka w Europarlamencie (2009–2010), a także na różnych stanowiskach w dyrekcjach generalnych Komisji Europejskiej (od 2007).
W listopadzie 2015 w technicznym rządzie, na czele którego stanął Dacian Cioloș, objęła stanowisko ministra sprawiedliwości. Zakończyła urzędowanie w styczniu 2017.